# Scardamia aetha
Scardamia aetha är en fjärilsart som beskrevs av Louis Beethoven Prout 1926. Scardamia aetha ingår i släktet Scardamia och familjen mätare. Inga underarter finns listade.